# برگ‌انداز گلوگندمی
برگ‌انداز گلوگندمی (نام علمی: Sclerurus mexicanus) یک گونه پرنده گرمسیری آمریکایی در زیرتیرهٔ Sclerurinae، برگ‌اندازان و معدنچیان، از تیرهٔ پرندگان تنورمرغان (Furnariidae) است. همچنین به عنوان برگ‌خراش آمریکای میانه و کمتر به عنوان برگ‌خراش گلوگندمی، برگ‌انداز مکزیکی یا برگ‌خراش مکزیکی شناخته می‌شود. از مکزیک تا پاناما یافت می‌شود.